# Amiche di sangue
Amiche di sangue (Thoroughbreds) è un film del 2017 scritto e diretto da Cory Finley, al suo debutto come regista, con protagoniste Olivia Cooke e Anya Taylor-Joy.
Si tratta dell'ultimo film girato dall'attore Anton Yelchin, morto due settimane dopo la fine delle riprese.

## Trama
Amanda è una ragazzina che non prova alcun tipo di emozione ed è emarginata da tutti dopo che, volendo terminare le sofferenze del suo cavallo, lo squarta in maniera terribile e le foto finiscono per girare tra i suoi coetanei. Lily invece deve vivere in una villa superlusso con la madre e il suo nuovo compagno, con cui però ha un rapporto molto conflittuale. La madre di Amanda paga Lily affinché lei possa passare del tempo con la figlia, altrimenti sempre sola, e quando Amanda dice che lo sa (poiché aveva hackerato le e-mail della madre) allora Lily in uno slancio dice quello che pensa di lei, cioè che le fa paura. Iniziano a diventare amiche, quando Amanda chiede all'amica se ha mai pensato di far uccidere il patrigno, Mark. In quel momento Lily dice alla compagna di andare via ma inizia a pensare seriamente alla questione. Rintracciano un ragazzo che spaccia droga che Lily aveva conosciuto ad una festa per far uccidere Mark, lo ricattano con una registrazione e gli ordinano di farlo quando nel weekend entrambe sono via, ma il ragazzo non ha il coraggio di farlo. Intanto i genitori di Lily decidono di mandare la figlia ad una scuola per ragazze problematiche dopo che lei si era fatta sospendere da quella dove andava. Una sera, mentre le ragazze sono sul divano, Lily confessa ad Amanda che nella bevanda che stava per bere c'è del Roipnol poiché aveva pensato di addormentarla per poi uccidere il patrigno e dare a lei la colpa, l'amica per risposta finisce tutta la bevanda. Appena si addormenta Lily si alza, prende un coltello e dei guanti, va di sopra e compie il delitto, poi torna dall'amica e la riempie del sangue e si appoggia sulle sue gambe piangendo. Il film si conclude con Lily che in città esce da una macchina di lusso e incontra il ragazzo che spacciava (che era il valletto per le auto) e gli dice che è contenta che non l'abbia fatto e che Amanda ha pensato di fare tutto da sola, nel frattempo ripensa alla lettera dell'amica che, in manicomio per il crimine, le racconta come trascorre le giornate e dei suoi sogni ricorrenti.

## Produzione
La sceneggiatura del film, il cui titolo inizialmente era Thoroughbred, era stata scritta da Cory Finley per essere un'opera teatrale, ma venne acquistata dalla B Story e dalla June Pictures per farne un film.
Le riprese, iniziate il 9 maggio 2016 e terminate il 5 giugno seguente, si sono svolte nelle città di Cohasset, Tewksbury, Scituate e Wellesley.

## Promozione
Il primo trailer italiano viene diffuso il 24 luglio 2018.

## Distribuzione
La pellicola è stata presentata al Sundance Film Festival 2017 il 21 gennaio, distribuita nelle sale cinematografiche statunitensi a partire dal 9 marzo 2018. ed in quelle italiane dal 2 agosto 2018.

### Divieti
Negli Stati Uniti il film è stato vietato ai minori di 17 anni per la presenza di "comportamenti disturbanti, immagini sanguinolente, linguaggio non adatto, riferimenti sessuali e uso di droghe".

## Accoglienza

### Critica
Sull'aggregatore Rotten Tomatoes il film riceve l'86% delle recensioni professionali positive, con un voto medio di 7,1 su 10 basato su 124 critiche, mentre su Metacritic ottiene un punteggio di 75 su 100 basato su 37 critiche.

## Riconoscimenti
- 2017 - AFI Fest
  - Candidatura per il miglior film indipendente
- 2017 - Denver International Film Festival
  - Miglior film indipendente
- 2017 - Hamptons International Film Festival
  - Candidatura per il miglior film
- 2017 - London Film Festival
  - Candidatura per il miglior film
- 2017 - Philadelphia Film Festival
  - Candidatura per il miglior film
  - Candidatura per il miglior film d'esordio a Cory Finley
- 2017 - Sundance Film Festival
  - Candidatura per il Best of NEXT
- 2018 - Golden Trailer Awards
  - Candidatura per il miglior trailer di un film indipendente
  - Candidatura per il miglior trailer originale
  - Candidatura per le miglior grafiche in un film
  - Candidatura per il miglior spot TV commedia
  - Candidatura per le miglior grafiche in uno spot TV
  - Candidatura per il miglior trailer di un film indipendente in TV
  - Candidatura per il miglior trailerbyte per un film
- 2018 - Gotham Independent Film Awards[10]
  - Candidatura per la miglior sceneggiatura a Cory Finley
- 2018 - International Online Cinema Awards
  - Candidatura per la miglior attrice a Olivia Cooke
  - Candidatura per la miglior attrice a Anya Taylor-Joy
- 2018 - Palm Springs International Film Festival
  - Candidatura per il premio della Giuria ai nuovi talenti a Cory Finley
- 2019 - Independent Spirit Awards[11]
  - Candidatura per la miglior sceneggiatura d'esordio a Cory Finley
- 2019 - London Critics Circle Film Awards
  - Candidatura per la miglior giovane attrice britannica dell'anno a Anya Taylor-Joy